# Alice Wanke
Alice Wanke (* 11. April 1873 in Wien; † 13. November 1939 ebenda) war eine österreichische Illustratorin, Grafikerin, Malerin und Kunstgewerblerin.

## Leben und Werk
Alice Wanke war die Tochter des Landschafts- und Genremalers Ludwig Wanke. Sie absolvierte die Bürgerschule und erhielt Malunterricht in der Malschule von Robert Scheffer. 1894 bis 1900 studierte sie an der Kunstgewerbeschule Wien bei Eduard Leisching, Felician Myrbach und Josef Hoffmann. Sie besuchte die Fachklasse für Malerei bei Franz von Matsch und 1911/12 noch einmal die Werkstätte für Textilarbeiten bei Rosalia Rothansl. In den Jahren 1901 bis 1911 arbeitete sie bei der Firma Charles Cabos, k. u. k. Hoflieferant für Wein-, Tee- und Dessertbäckereien, als Werbegrafikerin und später kurz bei der Porzellanmanufaktur Augarten. In den Jahren 1915/16 sowie 1917/18 unterrichtete sie am Mädchen-Lyzeum in Wien-Margareten Werken, Zeichnen und Malen. Danach war sie selbstständig.
Die Künstlerin entwarf Plakate, Inserate, Schutzmarken und Signets, Vignetten und Buchillustrationen. Der Text sowie 24 farbige Illustrationen für das Kinderbuch „Die Geschichte vom schmutzigen Peter“ (ohne Jahr) stammen von Wanke. Sie illustrierte häufig die späten Jahrgänge der Wiener Kinderzeitung „Meine erste Zeitung“. Auf der Internationale Ausstellung für Buchgewerbe und Graphik (Bugra) 1914 in Leipzig stellte Wanke Buchgrafiken aus. Für Theodor Stroefer’s Kunstverlag in Nürnberg sowie die Wiener Verlage M. Munk und Postkartenverlag Brüder Kohn entwarf die Künstlerin karikaturhafte Postkartenserien im Stil der Wiener Secession. Diese waren 2017 in einer Ausstellung in der Akademie der bildenden Künste Wien zu sehen. Von Wanke sind Entwürfe für ein Titelblatt der Berliner Zeitschrift „Die Dame“ sowie Grafiken und Exlibris in Holz-, Linolschnitt und Radierung nachweisbar.
Im Jahr 1908 entwarf Wanke figurale Wandmalereien für das Nachtcafé im Wiener Apollo–Theater. 1910 schuf sie für die Internationale Jagdausstellung Wien die Wandgemälde für den Empfangsraum des kunstgewerblichen Pavillons. Auch die Keramiken zu den 14 Stationen und das Tabernakelbild in der Ausstellungskapelle waren ihr Werk. Weitere Wandmalereien entstanden 1912 für das Restaurant „Tabakspfeife“ Lünetten. Auf der Schau der Vereinigung österreichischer bildender Künstler und Künstlerinnen in Innsbruck im Jahr 1900 zeigte sie Porträts. Es haben sich Entwürfe zu Schmuck, Geschirr, Vasen, Dosen und Lampen und Ornamentstudien erhalten.
Alice Wankes Werke befinden sich im Wien Museum, in der Universität für angewandte Kunst Wien, in der Österreichischen Nationalbibliothek, der  Akademie der bildenden Künste Wien und im Museum für angewandte Kunst (Wien).

## Werke (Auswahl)
Vignetten
- 1914 für Emil Hochreiters Musikdruck: „Kriegslieder 1914–15“[1]
- nach 1925 für Emil Hochreiters Musikdruck: „Liebfrauenlieder“[1]

Buchillustrationen
- um 1896: Tausendundeine Nacht[1]
- um 1896: M. Jungwirth, Agnes Hanke, F. Sommer, Karl Schönswetter, L. Schmidt: Kränzchen der Kunstgewerbeschüler, Illustrationen von Alice Wanke, Hubert von Zwickle, Remigius Geyling, Rosa Wichtl, Franz Jäger, Bertold Löffler, Ferdinand Pamberger, Robert Örley, Kunstgewerbeschule, Wien[3]
- 1903: Hans Christian Andersen: Andersens Kinder- & Haus-Märchen, Bd. 2, Stroefer, Nürnberg, 1903[1][3]
- um 1910?: Alice Wanke: Die Geschichte vom schmutzigen Peter mit Illustrationen[3]
- 1929: Wanda Hoppe: Die neue Puppe[1]
- 1937: Wanda Hoppe: Im Märchenschloß, Märchenbilderbuch, Verlag J. Steinbrener, Winterberg, 1937[1][3]

Aquarellierte Feder- und Pinselzeichnungen

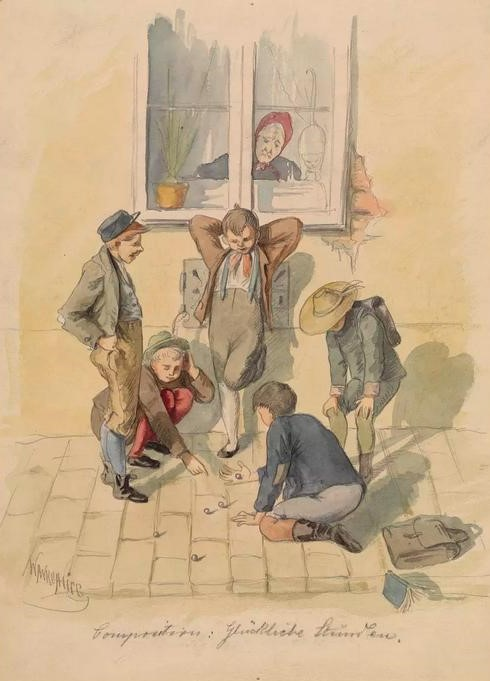
Fünf Schulbuben beim Kugelspielen auf einem Gehsteig, Wien Museum

- um 1900: Fünf Schulbuben beim Kugelspielen auf einem Gehsteig[4]
- um 1900: Diana mit Speer auf einem Reh[1]
- um 1910: Junge Frau, Vögel fütternd[1]
- 1910: Junge Näherin am Fenster[1]
- ohne Jahr: Tanz auf der Wiese[1]

Gouachen
- um 1910: Der Frühling[1]
- vor 1925: Modebilder[1]

Exlibris
- über 20 Arbeiten entsprechend Werkliste[5]
- 1903: Volksdichter[6]
- ohne Jahr: Exlibris Erna Sack[3]
- 1. Viertel 20. Jahrhunderts: Exlibris mit Monogramm TA[7]
- 1. Viertel 20. Jahrhunderts: Exlibris mit Monogramm TA[8]
- 1936: Exlibris Alice Wanke[3]
- 1936: Exlibris Hedy Beer[3]

Sonstiges
- vor 1901: Ornament[9]
- 1900: Schale Zwei Nixen[10]

## Auszeichnungen (Auswahl)
- 1900: Auszeichnung von Plakatentwürfen für die Firma Charles Cabos[1]
- 1900: Prämierung eines Entwurfes auf der Pariser Weltausstellung[1]
- 1903: Lobende Erwähnung beim Wettbewerb des Ex-Libris-Vereins zu Berlin für ihren Entwurf eines Exlibris für Volksbibliotheken[2][6]
- 1908: Silberne Medaille auf der Internationalen Kunstgewerbeausstellung in St. Petersburg[1]
- 1910: 1. Preis für einen Plakatentwurf auf der Internationalen Jagdausstellung in Wien[1]

## Ausstellungen (Auswahl)
- 1900: Weltausstellung in Paris
- 1900: Ausstellung der Vereinigung österreichischer bildender Künstler und Künstlerinnen in Innsbruck
- 1901: Ausstellung der Kunstgewerbeschule des k. k. Österreichischen Museums gemeinsam mit der Kunstgewerbeschule in Prag
- 1908: Internationale Kunstgewerbeausstellung in St. Petersburg
- 1910: Internationale Jagdausstellung Wien
- 1914: Bugra Leipzig

## Mitgliedschaft
- Österreichische Exlibris-Gesellschaft[11]